# Bitwa nad brzegami Indusu
Bitwa nad brzegami Indusu – starcie zbrojne, które miało miejsce w roku 1221. Była to decydująca bitwa w trakcie mongolskiego najazdu na Chorezm.
W roku 1218 doszło do najazdu Czyngis-chana na państwo chorezmijskie będące federacją plemion tureckich zjednoczonych osobą władcy. Do pierwszej większej bitwy doszło w stepach niedaleko granicznej rzeki Syr-darii. Bitwa nie przyniosła rozstrzygnięcia żadnej ze stron, jednak obie strony poniosły znaczne straty. Po bitwie obie stron wycofały się, reorganizując swoje siły. W kolejnym roku Mongołowie uderzyli na Bucharę, której z pomocą starał się przyjść sułtan Muhammad ze swoim wojskiem. W maju 1220 r. Bucharę zdobyto a znajdujący się w mieście 20-tysięczny oddział chorezmijski zniszczono. Wymordowano też większość mieszkańców. W tej sytuacji sułtan rozpoczął odwrót, a Mongołowie szybko zdobyli kolejne miasta: Samarkandę i Merw. To ostatnie po zdobyciu zostało zburzone aż do fundamentów. W tym samym roku zmarł sułtan Mohammed, a jego miejsce zajął syn sułtana Dżelal ad-Din. Nowy wódz zwerbował w Afganistanie 70-tysięczne wojsko, z którym ruszył na Kabul, gdzie rozbił 30 -tysięczny oddział mongolski. Następnie pod naciskiem nadciągających głównych siła Czyngis-chana skierował się ku rzece Indus. Tutaj dnia 9 kwietnia 1221 r. stoczono ostatnią bitwę. Wojska chorezmijskie ustawiły się półksiężyc, opierając swoje skrzydła na rzece. Atak mongolski rozbił obie flanki przeciwnika, podczas gdy centrum chorezmijskie dokonało nieudanej próby przebicia się przez szyki mongolskie. Większość wojowników została jednak wybita a sam Dżelal ad-Din uratował się z garstką ludzi, przebywając rzekę wpław. Po tym zwycięstwie Mongołowie spędzili zimę w Samarkandzie, po czym podjęli kolejne wyprawy: na Gruzję, której wojska rozbiły pod Tbilisi oraz Ruś.  